# Zapalenie uchyłków
Zapalenie uchyłków (łac. diverticulitis) – jedno z najczęstszych powikłań uchyłkowatości jelita grubego. Rozwija się u 10-25% chorych.

## Czynniki ryzyka
Zapalenie uchyłków (i inne powikłania uchyłkowatości) występuje częściej u:
- osób otyłych
- stosujących ubogobłonnikową dietę
- palaczy tytoniu
- pacjentów zażywających niesteroidowe leki przeciwzapalne

Powikłania są szczególnie groźne u ludzi:
- starych
- niedożywionych
- z obniżoną odpornością
- z chorobami towarzyszącymi
  - cukrzyca
  - marskość wątroby
  - niewydolność nerek
- poddawanych przewlekłej steroidoterapii lub chemioterapii

## Objawy
- ból w okolicy lewego dołu biodrowego, może promieniować do okolicy nadłonowej, pachwiny i pleców
- guz zlokalizowany w jamie brzusznej lub miednicy
- gorączka
- leukocytoza
- niedrożność jelit
- rozlane zapalenie otrzewnej
- przetoka okrężniczo-pęcherzowa:
  - gaz w moczu
  - ból przy mikcji
  - ropomocz
  - kałomocz

### Powikłania
- ropowica okołookrężnicza
- ropień okołojelitowy
- rozlane zapalenie otrzewnej spowodowane pęknięciem ropnia
- kałowe zapalenie otrzewnej spowodowane wyciekiem kału przez przedziurawiony uchyłek
- przetoka okrężniczo-pęcherzowa, okrężniczo-pochwowa i skórna

### Klasyfikacja zasięgu zmian w następstwie perforacji według Hincheya
| Stopień | Opis                                                |
| ------- | --------------------------------------------------- |
| I       | ograniczony ropień okołookrężniczy                  |
| II      | ropień odległy (zazwyczaj w obrębie miednicy małej) |
| III     | uogólnione ropne zapalenie otrzewnej                |
| IV      | kałowe zapalenie otrzewnej                          |

## Rozpoznanie
Tomografia komputerowa z kontrastem jest metodą z wyboru. Jako uzupełniające - badanie USG.

Wlew doodbytniczy i kolonoskopia są przeciwwskazane w ostrym stadium choroby ze względu na niebezpieczeństwo perforacji.

### Diagnostyka różnicowa
Zapalenie uchyłków należy różnicować z następującymi chorobami:
- ostre zapalenie wyrostka robaczkowego
- choroba Leśniowskiego-Crohna
- rak jelita grubego
- niedokrwienne zapalenie jelita grubego
- rzekomobłoniaste zapalenie jelit
- choroby narządu rodnego

## Leczenie
Pacjenci bez gorączki, w dobrym stanie ogólnym, z niepowikłanym zapaleniem uchyłków, bez innych poważnych chorób współistniejących, którzy mają zapewnioną odpowiednią opiekę w domu, mogą być leczeni ambulatoryjnie:
- dieta - płyny
- antybiotyki doustnie o szerokim spektrum działania. Zalecane są:
  - amoksycylina z kwasem klawulanowym
  - kotrimoksazol z metronidazolem
  - chinolon z metronidazolem

Antybiotykoterapia powinna być kontynuowana przez 7-10 dni.
Chorzy w podeszłym wieku, gorączkujący, z poważnymi chorobami towarzyszącymi, wyniszczeni lub z osłabioną odpornością wymagają leczenia szpitalnego:
- dieta zerowa
- płyny i antybiotyki tylko drogą dożylną
  - metronidazol lub klindamycyna
  - chinolony (ciprofloksacyna)
  - cefalosporyna III generacji (ceftazydym, cefotaksym, ceftriakson)
  - amininoglikozyd (gentamycyna, tobramycyna)
  - monobaktam (aztreonam)

Terapia powinna być kontynuowana przez 7-10 dni.
Brak poprawy po leczeniu zachowawczym wymaga pilnej diagnostyki w kierunku powikłań zapalenia uchyłków.

## Klasyfikacja ICD10
| kod ICD10     | nazwa choroby                                                                   |
| ------------- | ------------------------------------------------------------------------------- |
| ICD-10: K57   | Zapalenie uchyłków                                                              |
| ICD-10: K57.0 | Choroba uchyłkowa jelita cienkiego z przedziurawieniem i ropniem                |
| ICD-10: K57.1 | Choroba uchyłkowa jelita cienkiego bez przedziurawienia lub ropnia              |
| ICD-10: K57.2 | Choroba uchyłkowa jelita grubego z przedziurawieniem i ropniem                  |
| ICD-10: K57.3 | Choroba uchyłkowa jelita grubego bez przedziurawienia lub ropnia                |
| ICD-10: K57.4 | Choroba uchyłkowa jelita cienkiego i grubego z przedziurawieniem i ropniem      |
| ICD-10: K57.5 | Choroba uchyłkowa jelita cienkiego i grubego bez przedziurawienia lub ropnia    |
| ICD-10: K57.8 | Choroba uchyłkowa jelita, części nieokreślonej, z przedziurawieniem i ropniem   |
| ICD-10: K57.9 | Choroba uchyłkowa jelita, części nieokreślonej, bez przedziurawienia lub ropnia |